# Antigen
Antigener er defineret som molekyler, der giver anledning til produktion af antistoffer. Typisk er antigener proteiner, kulhydrater eller glykoproteiner, der er eksponeret på overfladen af celler.
Hver type celle har en unik sammensætning af de nævnte molekyler, hvilket medfører at en celle er identificerbar på baggrund af dens antigener.
Menneskets immunforsvar "benytter" dette faktum til at skelne mellem de antigener, der tilhører kroppen og dem, der ikke gør. Immunforsvaret, der indeholder en lang række antistoffer og immunceller aktiveres således ved kontakt med eksempelvis virus og bakterier der ikke hører til i kroppen.
Når immunforsvaret, eller nærmere det specifikke immunforsvar, eller lymfocytterne, således aktiveres ved binding mellem en fremmed celles antigen og immunforsvarets antistof udløses en immunreaktion. Herunder hører blandt andet at der tiltrækkes og dannes en større mængde antistoffer mod det specifikke antigen. Antistofferne binder derefter antigenerne sammen i en stor klump og en mekanisme i immunforsvaret "æder" (fagocyterer) dernæst denne klump fremmedlegemer.
Systemet er dog ikke perfekt. Det skaber bl.a. problemer ved donering af forskellige organer, da immunforsvaret straks vil genkende disse nye organer som fremmedlegemer og derfor vil prøve på at udrydde dem. Et andet eksempel på dette systems mangler kunne være det faktum at det ikke er i stand til at neutralisere f.eks. HIV-virusset.

## Autoantigen
Autoantigen også kaldet Selv antigen er et protein eller proteinkompleks (nogle gange RNA eller DNA) som normalt forekommer i vævet, men som organismens immunsystem reagerer imod (autoimmunreaktion)

### Fodnoter
1. ↑  Medical Dictionary: Self antigen